# Termopili

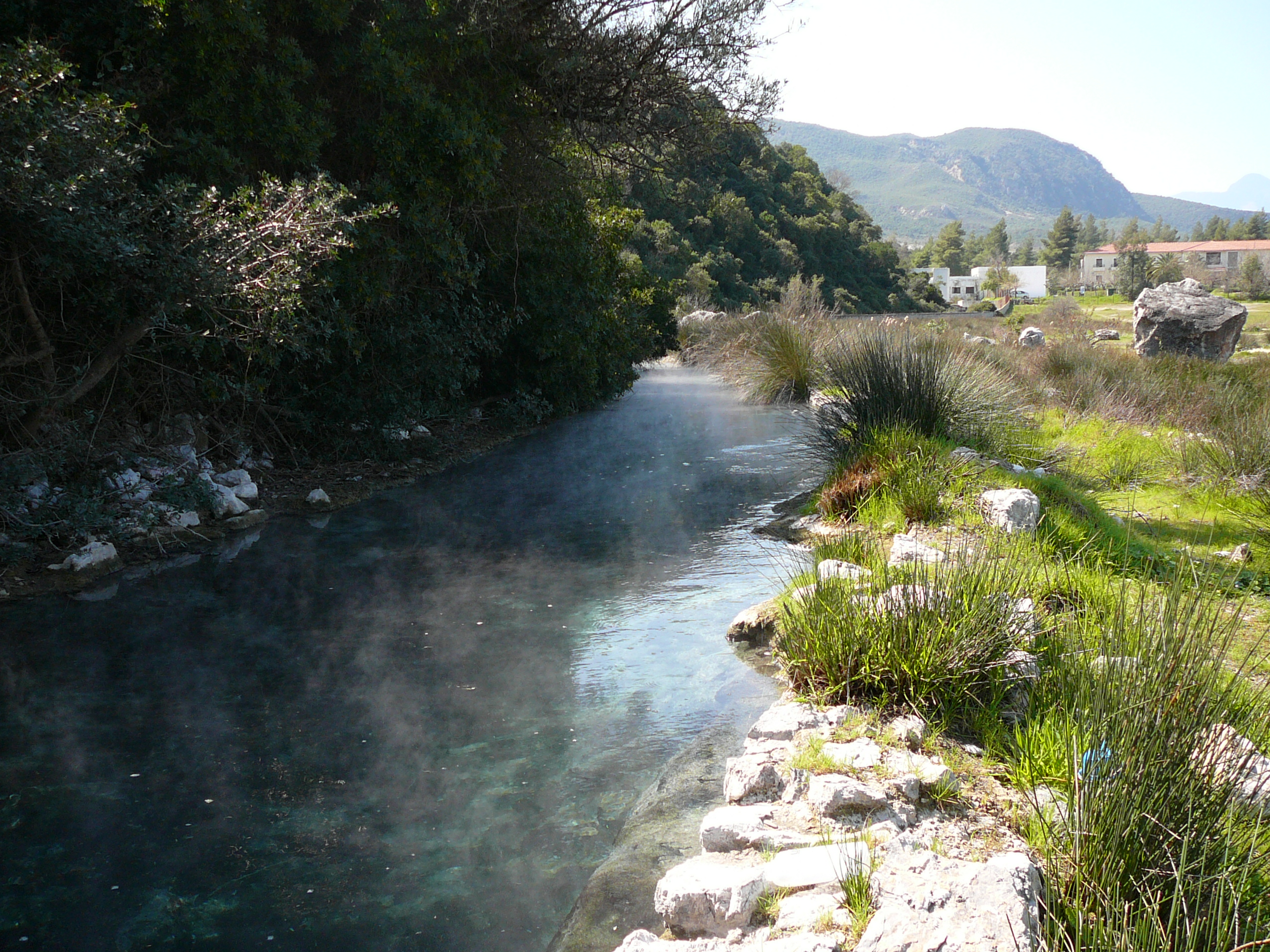
Uno dei ruscelli alle Termopili. La fonte di questo ruscello è una sorgente calda. In secondo piano, si può vedere l'edificio dei bagni moderni. Nei tempi antichi le sorgenti creavano una palude.

Nel 483 a.C. il re persiano Serse allestì un esercito e una flotta per abbattere le poleis greche e sedare in tal modo le rivolte alla periferia occidentale del proprio impero. Le poleis greche decisero di sbarrare l'istmo di Corinto, ma una prima linea difensiva fu allestita più a nord: alle Termopili sulla via terrestre e a Capo Artemisio sulla via marittima.

Mappa delle Termopili col litorale odierno e la ricostruzione di quello del 480 a.C.

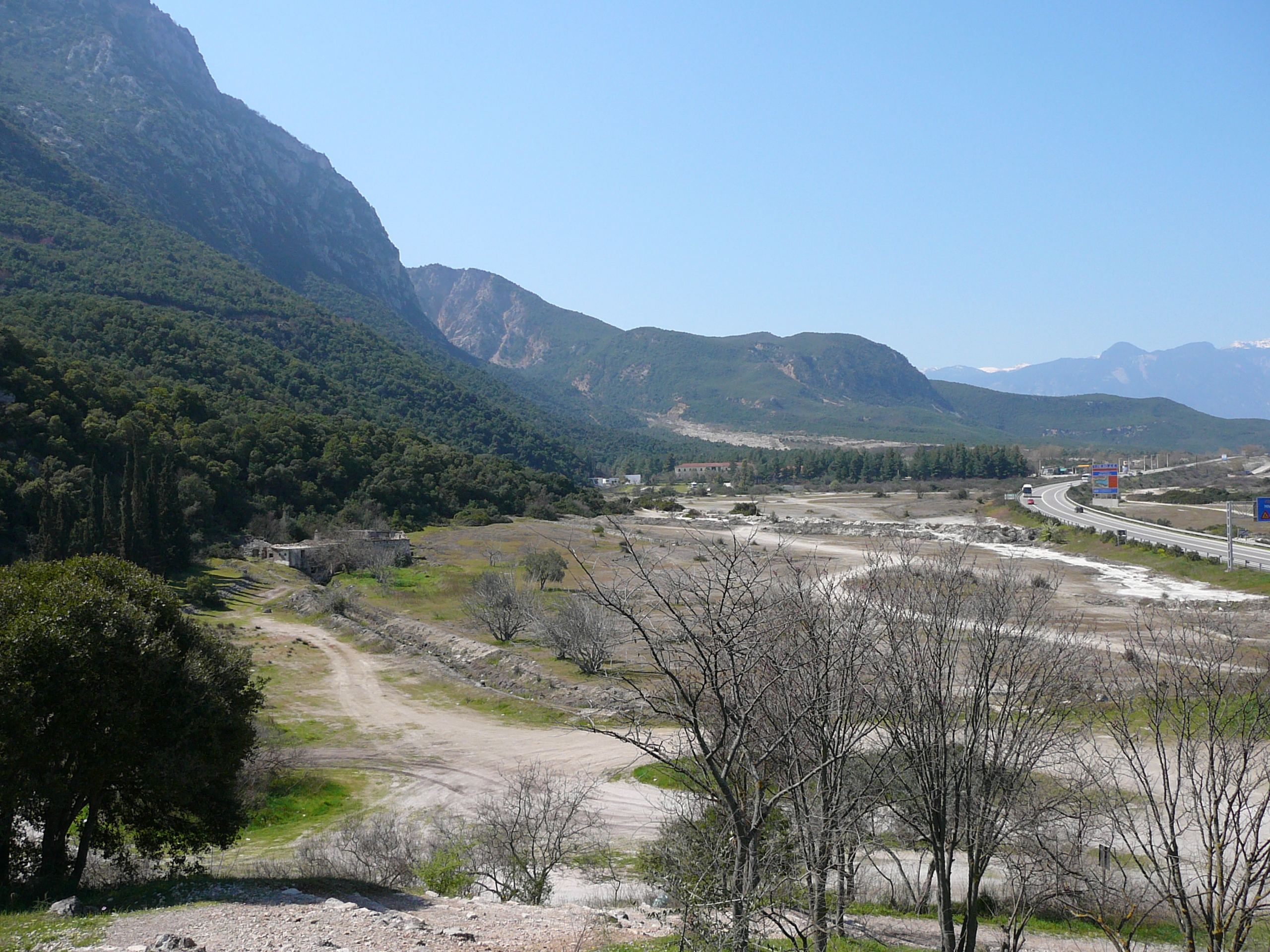
Veduta del passo delle Termopili dalle mura focie. Nei tempi antichi la linea costiera era molto più vicina alla montagna.

Le Termòpili o, più correttamente, le Termòpile (in greco antico: Θερμοπύλαι?, in greco Θερμοπύλες?) sono una località greca dove nell'antichità esisteva uno stretto passaggio costiero. Il nome significa "porte calde" e deriva dalla presenza di numerose sorgenti naturali d'acqua calda.
È nota soprattutto per la battaglia delle Termopili del 480 a.C., nella quale una piccola forza greca comandata dal re di Sparta Leonida I e composta da vari contingenti, tra i quali spiccavano i soldati scelti spartani, rallentò l'avanzata dell'esercito persiano comandato da Serse I a prezzo della quasi completa distruzione; da allora il termine «termopili» è utilizzato per indicare una tragica ed eroica resistenza nei confronti di un nemico molto più potente.
Ora una nuova strada principale divide il passo, e il moderno monumento a Leonida è a oriente di essa. La strada attraversa la collina dov'è inciso nella pietra l'epitaffio di Simonide. Le Termopile sono conosciute tristemente anche come "ferro di cavallo di Maliakos" o "ferro di cavallo della morte": qui si trova la parte più stretta della strada che collega il nord e il sud della Grecia, che ha molte curve ed è stata luogo di molti incidenti automobilistici.

## Caratteristiche
La località è un passaggio quasi obbligato lungo la principale direttrice greca nord-sud tra la Locride e la Tessaglia e per questo è stata teatro di numerose battaglie.
Il passaggio si trovava tra il monte Eta e un acquitrino inaccessibile che costituiva il limite del golfo Maliaco. A causa della variazione del corso dei fiumi e del conseguente cambiamento della configurazione della costa, le Termopili sono ora molto diverse da come si presentavano un tempo, quindi bisogna tener conto che i dati riportatici da Erodoto e dagli altri autori antichi si riferiscono a una situazione diversa da quella attuale.
Al tempo di Erodoto il fiume Spercheo scorreva verso il mare a est della città di Anticira, decisamente a ovest del passaggio; a venti stadi a est del suddetto fiume ce n'era un altro, il Dira, e ancora, ad altri venti stadi, un terzo, il Melas, distante cinque stadi dalla città di Eraclea Trachinia. Tra le montagne dove si trovava Eraclea Trachinia e il mare la pianura diventava più ampia. Ancor più a est c'era l'Asopo, che sgorgava da una gola rocciosa, e a est c'è un piccolo ruscello, chiamato Fenice, che confluisce nell'Asopo. Dal Fenice al passo delle Termopili, secondo Erodoto, c'erano quindici stadi. Vicino all'unione dei due fiumi, il monte Eta si avvicinava così tanto allo stagno da permettere il passaggio di un solo carro. Nelle immediate vicinanze del passo si trovava la città di Antela, celebre per i templi dell'Anfizionia e di Demetra Anfizionica, dove si trovavano i seggi dei membri del consiglio Anfizionico, che teneva qui i suoi incontri autunnali. Ad Antela il monte Eta si allontanava leggermente dalla costa, lasciando così spazio a una pianura di meno di un chilometro di larghezza; ad Alpeni, la prima città della Locride, lo spazio si restringeva nuovamente fino a lasciare passare nuovamente al massimo un solo carro alla volta.
Alle Termopili erano presenti alcune sorgenti di acqua calda consacrate a Ercole, che erano chiamate in greco antico: χύτραι?, cioè "pentole", alludendo alle celle preparate per i bagnanti. Qui i Focesi avevano anticamente costruito un muro per difendere il loro paese dagli attacchi dei Tessali e lo avevano lasciato in modo da deviare le acque e rendere il passaggio impraticabile. Da ciò si apprende che le vere e proprie Termopili si trovavano presso Alpeni, ma il nome è stato applicato anche all'intera zona compresa tra la foce dell'Asopo e Alpeni.
Le Termopili, quindi, erano composte da due stretti passaggi con una pianura nel mezzo di poco meno di due chilometri di lunghezza e meno di uno di larghezza. La parte del monte Eta che sovrastava le Termopili è chiamata Callidromo da Tito Livio e da Strabone, ma entrambi gli storici, erroneamente, l'hanno indicata come la parte più alta del rilievo. Livio dice che il passaggio era largo 60 stadi.
A causa dei sedimenti portati dai vari fiumi che si gettano nel golfo Maliaco, si sono venuti a creare tre o quattro chilometri di nuove terre, cosicché ora le Termopili non sono più vicine al mare. Inoltre lo Spercheo, invece di continuare a scorrere verso il mare in direzione est, ha notevolmente piegato verso ovest delle Termopili e ora continua il suo corso parallelamente al passo, a un chilometro e mezzo da quello. I fiumi Dira, Melas e Asopo, che in passato si gettavano nel mare da diverse foci, ora scaricano le loro acque nello Spercheo. Oltre ai sedimenti fluviali c'è stato un deposito di detriti causati dalle sorgenti calde, il che ha causato la formazione di un nuovo sostanzioso strato di terreno sopra al livello dell'antichità.
L'attuale situazione del passaggio è stata descritta nell'Ottocento da William Martin Leake, il quale scrisse che, entrando da ovest, attraversò un torrente di acqua calda correndo con grande rapidità verso lo Sprecheio e sollevando una grande quantità di detriti rossi. Questo torrente doveva essere il Fenice, che probabilmente doveva il suo nome al colore dei sedimenti. Dopo aver attraversato uno stagno salato, la sorgente del Fenice, e un fiume di acqua salata fredda, Leake entrò in quella che Erodoto chiamava la piana di Antela, un lungo pendio triangolare formato da un terreno duro e ghiaioso e coperto di arbusti.
A questa pianura si poteva accedere attraverso un'agevole discesa, cosicché l'ingresso occidentale non aveva alcuna importanza strategica. Dopo aver raggiunto l'apertura orientale si arrivava a un terreno bianco leggermente sopraelevato, formato dal deposito delle vicine sorgenti saline delle Termopili. Queste sorgenti avevano due fonti principali, quella superiore o occidentale, ai piedi delle pendici più ripide della montagna, e quella bassa o orientale, a 180 metri di distanza. Dalla sorgente inferiore l'acqua veniva condotta attraverso un canale artificiale a un mulino situato a 350 metri di distanza. Questa acqua emette un forte vapore solforoso, e, raggiunta la ruota del mulino, si sprigionava una grande nuvola di vapore. Al di là della collina ci sono delle alture coniche e nelle loro vicinanze si trovano due saline contenenti acqua fredda; ma dato che quest'acqua ha la stessa composizione di quella delle terme, alla sua origine ha probabilmente anche lo stesso calore. Il Leake osserva che l'acqua di questi stagni, come quella delle sorgenti calde, è di colore blu scuro, verificando così ciò che scrive Pausania, che afferma che l'acqua più blu che aveva mai visto si trovava in uno dei bagni alle Termopili.
Le sorgenti di questo punto sono molto più calde e hanno lasciato molti più detriti di quelle posizionate dall'altra estremità della piana, chiamate "false Termopili". Al passo delle Termopili si possono vedere le fondamenta di un muro ellenico, senza dubbio i resti di opere difensive atte a proteggere il passaggio; alla sinistra vi sono un tumulo e le fondamenta di un monumento circolare.
A un chilometro di distanza c'è anche un profondo burrone in cui confluiscono i torrenti che scendono dal monte Callidromo e che permette il passaggio più semplice e diretto per la cima della montagna. Si tratta probabilmente del sentiero di montagna attraverso il quale i Persiani poterono attaccare la retroguardia dell'esercito greco nel 480 a.C. Questo è chiamato da Erodoto Anopea (in greco antico:  ἡ Ἀνόπαια?), così come la zona del monte su cui si trova, anziché Callidromo. Erodoto afferma che il sentiero inizia dalla gola dell'Asopo, passa sopra la cresta della montagna e termina vicino ad Alpeni, vicino a una strozzatura della strada.

## Battaglie
Per la sua importanza strategica il valico è stato teatro di numerose battaglie.

### Seconda guerra persiana

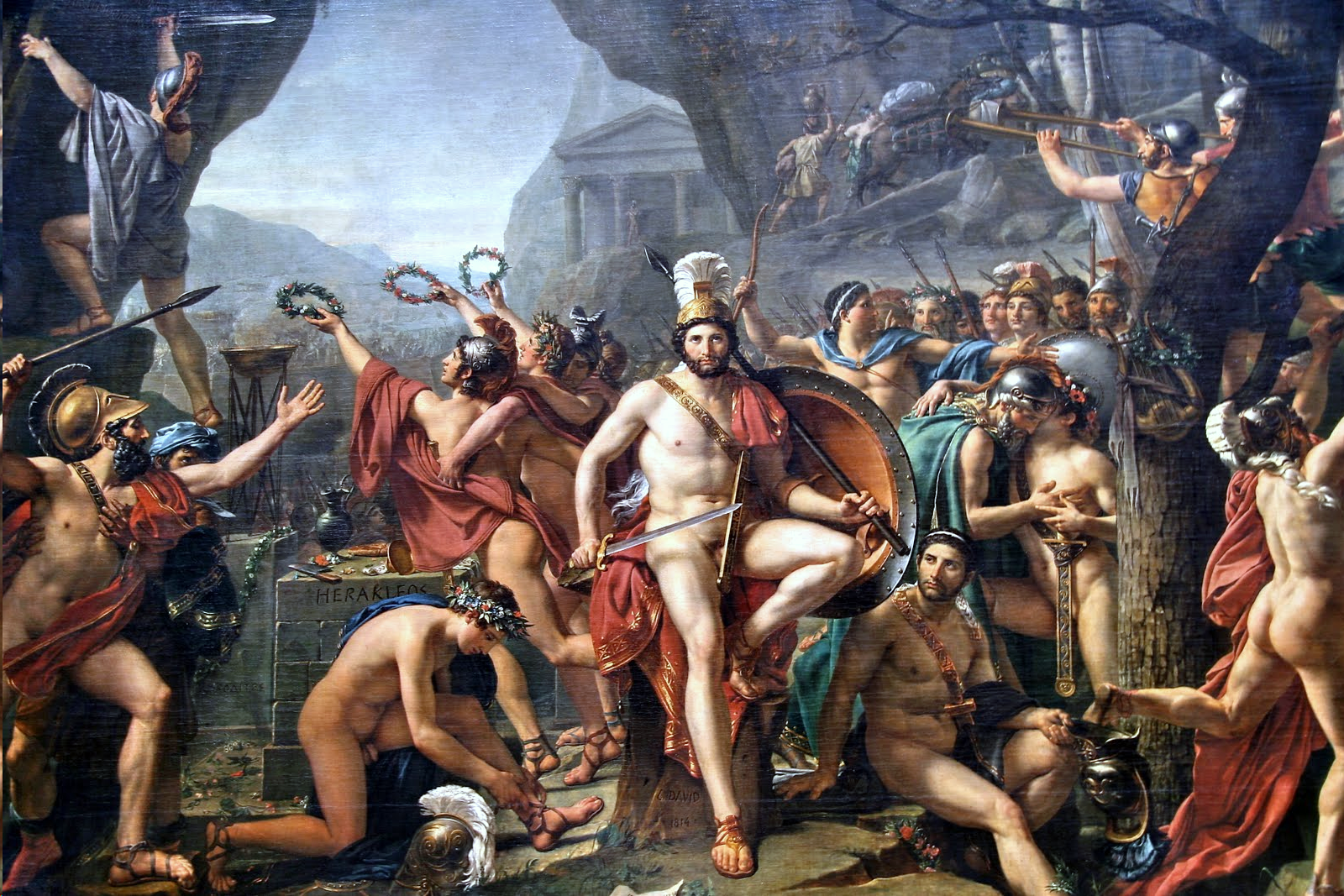
Leonida alle Termopili, di Jacques-Louis David (1814)

Le Termopili sono conosciute soprattutto per la battaglia che ebbe luogo nel 480 a.C., nella quale una minoritaria forza greca combinata di circa cinquemila soldati tenne testa per tre giorni ai Persiani che avanzavano sotto la guida di Serse. Le forze miste greche, composte da 7 000 soldati, includevano i 300 Spartani e altre truppe di Tegea, Mantinea, Orcomeno di Arcadia, Fliunte, Micene, Corinto, Tebe, dell'Arcadia, della Focide e della Locride e una non specificata quantità di schiavi (almeno uno per ogni oplita e che poteva essere armato in un modo leggero). I Persiani erano molto più numerosi (dai 70.000 ai 300.000), anche se il numero esatto è tuttora dibattuto. Per proteggere i Greci schierati a Sparta da un possibile attacco navale persiano il comandante delle navi greche, Temistocle posizionò la flotta a Capo Artemisio, a nord delle Termopili, per tenere sotto controllo i dintorni dello stretto.
I Greci resistettero fino a quando un pastore del luogo chiamato Efialte rivelò a Serse l'esistenza del passo di Anopea, che gli permise di aggirare i Greci. Leonida rimandò in patria gran parte dei suoi, mentre gli Spartani e i Tespiesi, un migliaio di uomini in tutto, restarono a resistere all'avanzata fino all'ultimo uomo.
Leonida, che aveva fatto riparare il muro dei Focesi e lo aveva ampliato a est della salina occidentale, l'oltrepassò e si dispose nella parte più larga del passo e decise di resistere fino all'ultimo insieme ai suoi Spartiati. All'arrivo dei Persiani, i Greci si ritirarono dietro al muro e presero posizione su una collina in mezzo al passaggio, dove, successivamente, venne eretto un leone di pietra in memoria di Leonida. Leake identifica questa collina con la più occidentale delle due descritte in precedenza, essendo questa più vicina dell'altra al muro focese e trovandosi nel punto più stretto del passo.
I film L'eroe di Sparta (1962) e 300 (2007) sono basati su questa battaglia.

### Terza guerra sacra
Nel 353-352 a.C., durante la terza guerra sacra, combattuta principalmente tra l'Anfizionia delfica, rappresentata da Tebe e Filippo II di Macedonia, e i Focesi, avvenne un piccolo scontro alle Termopili. La guerra fu causata da una pesante multa inflitta ai Focesi nel 357 a.C. per la coltivazione della terra sacra. Gli Spartani, anch'essi multati, in realtà non combatterono mai, venendo infine condonata loro la penale.

### Invasione gallica dei Balcani
Nel 279 a.C. l'esercito di una coalizione di Greci combatté presso le Termopili tentando di bloccare l'invasione dei Galli comandati da Brenno, che stavano marciando a sud con l'intenzione di saccheggiare il santuario di Delfi. I Greci mantennero la posizione per diversi giorni, finché alcuni traditori dei greci condussero gli invasori sul monte Callidromo, attraverso lo stesso percorso compiuto da Idarne due secoli prima. I Greci, capendo di non poter più tenere la linea di difesa, si imbarcarono sulle loro navi e si ritirarono senza grandi perdite.

### Prima guerra macedonica
Nel 207 a.C., durante la prima guerra dei Romani contro Filippo V di Macedonia, gli Etoli, che erano allora alleati dei Romani, fortificarono le Termopili con un fossato e un bastione, ma Filippo, poco dopo, riuscì a forzare il passo.

### Guerra siriaca
Nel 191 a.C. Antioco III, in guerra con i Romani, stabilì la sua linea difensiva alla Termopili, che fortificò con un doppio bastione, un fossato e un muro, e, per evitare che i Romani attraversassero le montagne e lo aggirassero, presidiò con 2000 Etoli le tre cime del monte, denominate Callidromo, Teichio e Rodunzia. Il console Manio Acilio Glabrione (console 191 a.C.) inviò alcune truppe contro Antioco e allo stesso tempo attaccò il presidio sul sentiero. Mentre la battaglia sulla cima del monte infuriava, un reparto romano, che era riuscito a prendere il Callidromo, apparve sulle alture minacciando la retroguardia del re, volgendo in fuga Antioco. Si vedono ancora i resti di tre fortezze greche sulle alture sopra alle Termopili, identificabili forse con le tre alture citate da Livio. Appiano nomina solo il Callidromo e il Teichio, mentre Strabone menziona anche il Rodunzia. Procopio riferisce che le fortificazioni delle Termopili sono state restaurate da Giustiniano.

### Guerra bulgaro-bizantina
Nel 997 lo zar bulgaro Samuele di Bulgaria invase la Grecia e avanzò fino al Peloponneso. Al suo ritorno, presso il fiume Spercheo, vicino alle Termopili, trovò un esercito bizantino comandato da Niceforo Urano. Dal momento che il fiume era in piena, entrambi gli schieramenti si accamparono sulle rive opposte senza compiere alcuna azione. Fiduciosi che i Bizantini non potessero attraversare il fiume, i Bulgari abbassarono la guardia e vennero colti di sorpresa da un gruppo di esploratori bizantini che avevano scoperto un guado più a monte.

### Guerra di Indipendenza greca
Nel 1821, un gruppo di combattenti greci guidati da Athanasios Diakos fece resistenza vicino al passo e fermarono un gruppo di 8.000 Turchi dal marciare sulla Tessaglia per fermare la rivolta in Roumeli e nel Peloponneso. Diakos, dopo aver opposto un'ultima resistenza al ponte di Alamana fu catturato e ucciso con 48 dei suoi uomini.

### Seconda guerra mondiale
Nel 1941 durante la Seconda guerra mondiale le forze ANZAC ostacolarono gli eserciti tedeschi nell'area abbastanza da permettere l'evacuazione dell'esercito di spedizione britannico dalla Grecia. Questo conflitto divenne famoso anche con il nome di Battaglia delle Termopili, probabilmente perché i due schieramenti conoscevano solo il nome di questo posto nell'intera regione di Phthiotis. Tale era la fama delle Termopili che il sabotaggio del ponte di Gorgopotamos nel 1942 venne riportato nei documenti tedeschi dell'epoca col nome de "il recente sabotaggio nei pressi delle Termopili".

## Altro
- Alle Termopili è dedicata l'omonima poesia di Konstantinos Kavafis, scritta nel 1903.
- Oggi sul sito delle Termopili è presente un memoriale.